# Kuchaman City
Kuchaman City (o Kuchawan, Kuchaman) è una suddivisione dell'India, classificata come municipality, di 50.566 abitanti, situata nel distretto di Nagaur, nello stato federato del Rajasthan. In base al numero di abitanti la città rientra nella classe II (da 50.000 a 99.999 persone).

## Geografia fisica
La città è situata a 27° 8' 60 N e 74° 50' 60 E e ha un'altitudine di 391 m s.l.m..

## Società

### Evoluzione demografica
Al censimento del 2001 la popolazione di Kuchaman City assommava a 50.566 persone, delle quali 26.153 maschi e 24.413 femmine. I bambini di età inferiore o uguale ai sei anni assommavano a 8.552, dei quali 4.432 maschi e 4.120 femmine. Infine, coloro che erano in grado di saper almeno leggere e scrivere erano 29.603, dei quali 18.358 maschi e 11.245 femmine.